# マイケル・ド・ラ・ポール (初代サフォーク伯)
初代サフォーク伯マイケル・ド・ラ・ポール（Michael de la Pole, 1st Earl of Suffolk, 1330年頃 - 1389年9月5日）は、イングランドの貴族、政治家。イングランド王リチャード2世に重用されたが、周囲の反感を買い失脚した。

## 生涯
イングランド北東キングストン・アポン・ハルの羊毛輸出商人ウィリアム・ド・ラ・ポールの子として生まれた。父がエドワード3世に軍資金を融通したことでド・ラ・ポール家は宮廷に入り、マイケルはエドワード3世の長男エドワード黒太子に従軍して百年戦争でフランスを転戦した。帰国して黒太子の弟であるランカスター公ジョン・オブ・ゴーントとも交流を深め、1377年に黒太子の息子リチャード2世が即位すると側近として重用された。
リチャード2世からは厚遇され、1383年に行ったフランドル遠征に反対して和平を主張、同年に大法官に任命され、1385年にはサフォーク伯に叙された。しかし、商人出身のド・ラ・ポール家が爵位を得たことは貴族達の嫉妬と反感を買い、和平案もリチャード2世は賛成したが他の人々に反対され窮地に陥った。翌1386年の議会で反対派の国王への要求により大法官を解任された上、弾劾を受け財産没収・投獄に追いやられた。リチャード2世によりすぐに赦免されたが、これは国王に対する貴族の一層の反発を招いた。
1387年、側近政治に反対する訴追派貴族がサフォーク伯とアイルランド公兼オックスフォード伯ロバート・ド・ヴィアーらリチャード2世の側近集団を告発することを計画、身の危険を感じたサフォーク伯はフランスへ亡命した。翌1388年の非情議会で欠席のまま死刑判決が下り爵位も没収、1389年にイングランドへ戻れないままパリで亡くなった。息子のマイケル・ド・ラ・ポールは後にヘンリー4世から爵位を与えられド・ラ・ポール家は復帰した。

## 子女
サー・ジョン・ウィングフィールドの娘キャサリンと結婚、8人の子を儲けた。
- マイケル（1361年 - 1415年） - 第2代サフォーク伯
- トマス（1363年 - 1415年）
- ウィリアム（1365年 - ?）
- リチャード（1367年頃 - 1402年）
- ジョン（1369年頃 - 1415年）
- アン（1373年頃 - ?） - ロバート・ソアリーと結婚
- エリザベス（1377年頃 - ?）
- マーガレット（1386年頃 - ?）